# Ялгу (Западная Австралия)

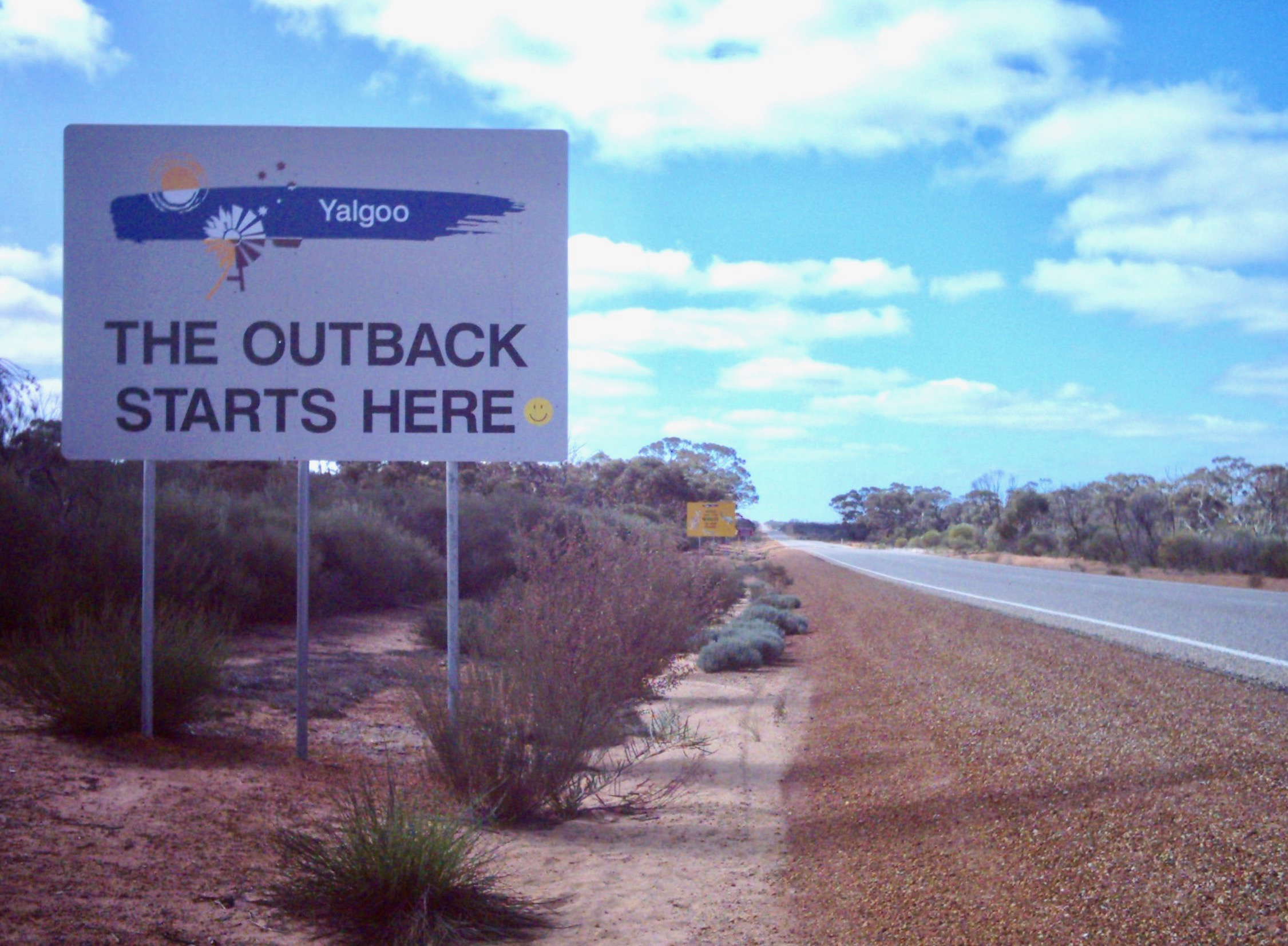
«Аутбэк начинается отсюда» у городка.

Ялгу (на австралийском английском Yalgu до 1938 года и Yalgoo после) — городок в Австралии (штат Западная Австралия). Расположен в 499 км северо-северо-восточнее Перта и в 118 км от городка Муллева. Город Джералдтон находится в 219 км. Население Ялгу составляло 164 человека в 2006 году. Климат семиаридный.

## Этимология
Название городка происходит от слова на языке австралийских аборигенов. Возможно, оно означает «кровь» или «место крови». Однако есть и альтернативная точка зрения на происхождение названия.
Слово Ялгу используется в названии биогеографического региона, в административных целях и в названии кратера на Марсе. Относимость последнего к городку неизвестна.

## История
Ещё до основания городка европейские поселенцы использовали эти земли для сезонного овцеводства. В начале 1890-х годов здесь нашли золото, что привело к появлению старателей.
В 1896 году был основан Ялгу. В начале 1898 года в нём проживало 650 человек: 500 мужчин и 150 женщин. В год своего основания Ялгу стал важной станцией Северной железной дороги Западной Австралии. Но после Второй мировой войны была построена другая дорога и его значение снизилось.
В XX веке в городке существовали школа (позже закрытая из-за отсутствия учеников) и церковь 1922 года постройки.